# Alexander Juretzko
Alexander Juretzko (ur. 11 kwietnia 1990) – niemiecki lekkoatleta specjalizujący się w biegach sprinterskich.
Był członkiem niemieckiej sztafety 4 × 400 metrów, która zdobyła w 2008 roku brązowy medal mistrzostw świata juniorów. Stawał na podium mistrzostw kraju w kategorii juniorów.
Rekord życiowy w biegu na 400 metrów: 46,28 (29 lipca 2016, Mannheim).

## Osiągnięcia
| Rok  | Impreza                     | Miejsce   | Konkurencja        | Lokata               | Wynik   |
| ---- | --------------------------- | --------- | ------------------ | -------------------- | ------- |
| 2008 | Mistrzostwa świata juniorów | Bydgoszcz | sztafeta 4 × 400 m | 3. miejsce           | 3:06,47 |
| 2017 | IAAF World Relays           | Nassau    | sztafeta 4 × 400 m | 6. miejsce {Finał B) | 3:07,80 |